# Jharrel Jerome
Jharrel Jerome (nacido el 9 de octubre de 1997) es un actor y rapero estadounidense mejor conocido por aparecer en la aclamada película dramática Moonlight (2016) de Barry Jenkins y por interpretar a Korey Wise en la miniserie de Netflix When They See Us de Ava DuVernay (2019). Ganó el premio Primetime Emmy al actor principal destacado en una serie limitada o película y el Premio de la Crítica Televisiva al mejor actor en película/miniserie.

## Temprana edad y educación
Jerome nació y creció en el Bronx, Nueva York. Es de ascendencia dominicana. Creció en una familia muy unida con padres a quienes describió como "amorosos". Su madre le sugirió que siguiera actuando cuando estaba en octavo grado, después de lo cual se unió al Riverdale Children's Theatre, una organización local de teatro juvenil. Asistió y se graduó de Fiorello H. LaGuardia High School y viajaba a Manhattan todos los días en tren.

## Carrera

### Actuación
Poco después de que Jerome se inscribiera como estudiante universitario en Ithaca College, fue elegido para su primer papel como actor profesional en la película independiente Moonlight de 2016, como el joven Kevin. A. O. Scott escribió en The New York Times que estuvo "excelente" en el papel. El director Barry Jenkins dijo sobre Jerome, en una entrevista con Los Angeles Times, "Cuando ves a Jharrel en esa película, no es un tipo que haya estado ensayando demasiado. Ese es un tipo que aprende haciendo. Es increíble."
Desde 2017, Jerome ha aparecido en la serie de Audience Sr. Mercedes. Hizo una audición para el papel del Korey Wise joven en la miniserie de Netflix del 2019 When They See Us, basada en el caso del corredor de Central Park. Después de su audición, la directora de la serie, Ava DuVernay, le pidió que leyera las líneas para el Korey Wise adulto, y posteriormente fue elegido para ambos papeles. Jerome se acercó a Wise durante la filmación y dijo en una entrevista con Los Angeles Times: "Ahora es mi hermano. Lo miro. Admiro su coraje. Me ha enseñado mucho sobre cómo ser fuerte".

### Música
Jharrel lanzó "For Real" ft. Kemba el 23 de septiembre de 2020. La canción fue producida por el dúo de compositores Take a Daytrip y marcó el primer sencillo de Jharrel como artista de hip hop. Tras su publicación, Jharrel publicó un mensaje en sus cuentas de redes sociales que incluía: "Antes de que mi vida cambiara, no tenía idea de que quería convertir el rap de un pasatiempo en una carrera. Pero dada mi plataforma de actuación y estas increíbles bendiciones a través de los últimos años, decidí perfeccionar mi música. Desde 2016, he estado invirtiendo todo el dinero que he ganado con mis películas en sesiones de estudio y equipos de grabación; tratando de encontrar mi sonido, mi voz, mi cadencia y mi estilo. 4 años, 600 sesiones y 80 canciones después, creo que lo he encontrado.”

## Filmografía

### Películas
| Año  | Título                              | Papel                                  | Notas                             | Ref.   |
| ---- | ----------------------------------- | -------------------------------------- | --------------------------------- | ------ |
| 2016 | Her Coloring Book                   | Artist                                 | Cortometraje                      |        |
| 2016 | Wheels                              | Narrador                               | Cortometraje                      |        |
| 2016 | Moonlight                           | Teen Kevin                             |                                   | [ 5 ]  |
| 2018 | Monster                             | Osvaldo Cruz                           |                                   |        |
| 2018 | First Match                         | Omari                                  | Acreditado como Jharrel A. Jerome |        |
| 2019 | Selah and the Spades                | Maxxie                                 |                                   | [ 11 ] |
| 2019 | Robu                                | Rob                                    | Cortometraje                      |        |
| 2020 | Concrete Cowboy                     | Smush                                  |                                   |        |
| 2023 | Spider-Man: Across the Spider-Verse | Miles G. Morales / Prowler (Tierra-42) | Voz                               |        |
| 2024 | Unstoppable                         | Anthony Robles                         | Filmando                          | [ 12 ] |

### Televisión
| Año       | Título                             | Papel           | Notas                                        |
| --------- | ---------------------------------- | --------------- | -------------------------------------------- |
| 2017      | Tales                              | Deacon          | Episodio: "Children's Story"                 |
| 2017–2019 | Sr. Mercedes                       | Jerome Robinson | Protagonista                                 |
| 2019      | When They See Us                   | Korey Wise      | Protagonista                                 |
| 2019      | Live in Front of a Studio Audience | Jimmy Pearson   | Episodio: "All in the Family and Good Times" |
| 2023      | I'm a Virgo                        | Cootie          | Protagonista                                 |
| 2023      | Full Circle                        |                 | Próxima miniserie                            |